# Squadrone (aviazione)
Lo squadrone è tipicamente un'unità di un'aeronautica militare, di un'aviazione navale o di un'aviazione militare dell'esercito, che comprende un certo numero di velivoli militari, generalmente dello stesso tipo, e il loro personale di volo. 

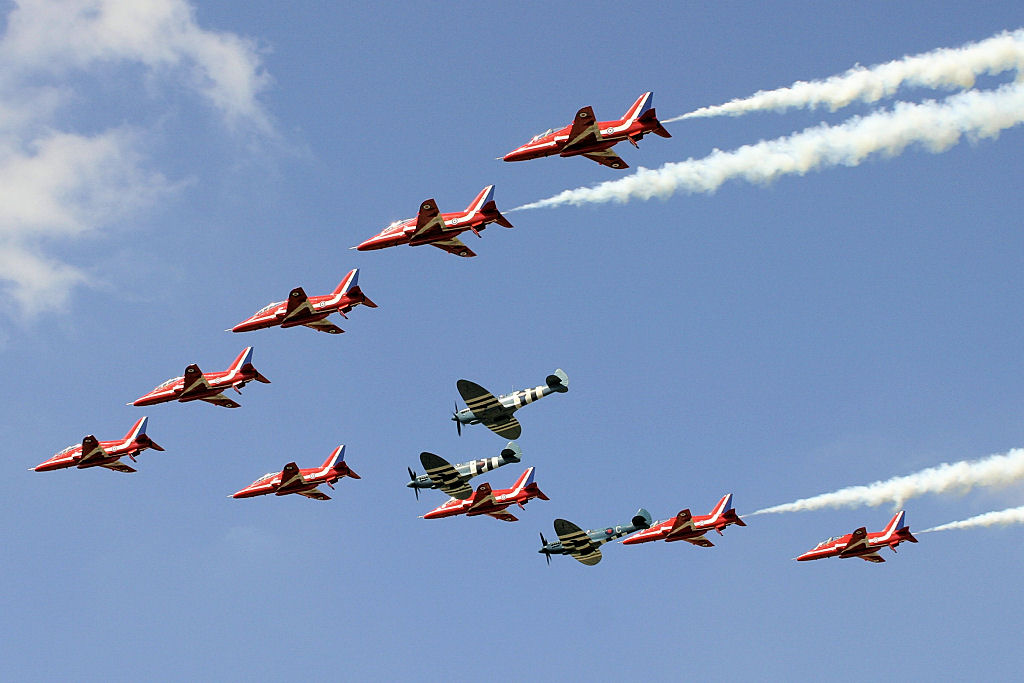
Squadrone aereo britannico

In alcune aeronautiche militari NATO è un'unità aerea intermedia tra la squadriglia e il gruppo. Nella Royal Air Force è un'unità aerea intermedia tra la squadriglia (inglese: Flight) e l'ala (inglese: Wing), unità militare corrispondente allo stormo dell'Aeronautica Militare Italiana; prende il nome di squadron per le nazioni anglosassoni, escadron per le forze aeree che adottano la lingua francese e staffel per la Luftwaffe. Nell'Aeronautica Militare Italiana non esiste un equivalente perfettamente sovrapponibile.

## Struttura
Lo squadron comprende da 12 a 24 velivoli, a volte divisi in tre o quattro squadiglie, a seconda del tipo di velivolo e dell'aeronautica di appartenenza. Tipicamente è costituito da tre o quattro flight (squadriglie) e la consistenza di questa unità varia dai 12/16 velivoli per la Royal Air Force, ai 12/20 per l'Armée de l'air francese fino ai 24 aerei per l'U.S. Air Force. Nella RAF il comando è assegnato ad uno squadron leader, grado equivalente a maggiore del British Army e del corpo dei Royal Marines e al grado di lieutenant  commander delle Royal Navy, che è l'equivalente del capitano di corvetta della Marina Militare Italiana. 
Gli squadroni terrestri con base a terra di tipo più pesante, come bombardieri a lungo raggio, velivoli da trasporto o velivoli da rifornimento, in genere comprendono circa 12 velivoli, mentre la maggior parte delle unità equipaggiate con caccia contano normalmente da 18 a 24 velivoli.

## Stati Uniti
A differenza delle unità della US Air Force (USAF) in cui i servizi di volo sono separati dal supporto amministrativo e dalle organizzazioni di manutenzione degli aeromobili, gli squadroni aerei dell'American Naval Aviation (US Navy e US Marine Corps Aviation) incorporano generalmente attività di supporto amministrativo e funzioni di manutenzione organizzativa degli aeromobili, nonché, in tutto il personale dello squadrone, tutto il personale associato.
Nell'aviazione USMC, il termine "squadrone" viene utilizzato anche per indicare tutte le organizzazioni di supporto all'aviazione equivalenti a un battaglione. Questi squadroni includono: quartier generale dello stormo (Wing), comando aereo tattico, controllo del traffico aereo, supporto aereo, logistica aeronautica, supporto e squadroni di telecomunicazione dello stormo (Wing) stesso.
Allo stesso modo, a differenza delle unità di volo USAF, gli squadroni  dell'Aviazione navale americana e gli squadroni dell'aviazione del Corpo del Marines sia imbarcati, sia basati a terra, raramente dispongono di più di 12 aerei.
Sebbene facciano parte dell'aviazione navale degli Stati Uniti, le unità aeree della Guardia Costiera americana sono organizzate su base aerea anziché sulla struttura organizzativa di uno squadrone o gruppo o stormo. L'unica eccezione a questo è quella dello squadrone di elicotteri della guardia costiera (HITRON), che è principalmente impegnato in operazioni di interdizione nella lotta contro il narcotraffico.
| RAF RN & USN | USAF & USMC | RCAF                           | Luftwaffe                       | Aeronautica Militare Italiana |
| ------------ | ----------- | ------------------------------ | ------------------------------- | ----------------------------- |
| Group        | Wing        | Air division Division aérienne | non equivalente                 | Brigata aerea                 |
| Wing         | Group       | Wing Escadre                   | Taktisches Luftwaffengeschwader | Stormo                        |
| Squadron     | Squadron    | Squadron Escadron              | Staffel                         | Gruppo                        |
| Flight       | Flight      | Flight Escadrille              | Schwarm / Kette                 | Squadriglia                   |